# Oomyzus sinensis
Oomyzus sinensis is een vliesvleugelig insect uit de familie Eulophidae. De wetenschappelijke naam is voor het eerst geldig gepubliceerd in 1998 door Sheng & Zhu.